# 공간다큐 그 안에
《공간다큐 그 안에》은  TBC 대구방송의 교양 프로그램이다.

## 기획 의도
- '특정한 공간' 내에서 일어나는 삶의 애환을 관찰하고 기록하는 지역 민방 자체 방송 현장 다큐멘터리이므로, 평범한 공간에서 특별한 공간까지 일심동체 살아가는 보통 사람들의 일상과 에피소드를 통해 따뜻한 공감을 이끌어 내어, 지역 민방 네트워크 자체방송 프로그램 중 가장 큰 호평을 얻었다.

## 방영 목록
| 회차 | 방송 일자  | 부제 (서브 타이틀)                          | 비고                                                             |
| ---- | ---------- | ------------------------------------------- | ---------------------------------------------------------------- |
| 1    | 2013/03/14 | 동성로 사람들                               |                                                                  |
| 2    | 2013/03/21 | 북부정류장 외국인거리, 대구의 지구촌 1번지  |                                                                  |
| 3    | 2013/03/28 | 나의 첫 사회 생활, 2주간의 어린이집 적응기  |                                                                  |
| 4    | 2013/04/04 | 생과 사의 교차로 - 대학 병원 응급 의료 센터 |                                                                  |
| 5    | 2013/04/11 | 꿈을 던져라, 삼성 라이온즈 2군 선수단       |                                                                  |
| 6    | 2013/04/18 | 그들만의 드림 캠프 - 김천소년교도소         | 교도소 수용자들의 사생활 보호 차원에서, 안개 처리하였다.         |
| 7    | 2013/04/25 | 우직함으로 승부하자! 청도소싸움축제         |                                                                  |
| 8    | 2013/05/02 | 베스트 드라이버 도전기 - 대구운전면허시험장 |                                                                  |
| 9    | 2013/05/23 | 금남의 집 - 2013 미스경북 합숙소 안         | 5월 9일 및 16일 방송분은, TBC 창사 특집 방송 관계로, 결방되었다. |

## 동일 소재 프로그램
- 다큐멘터리 3일 (KBS 기획 제작국 제작)